# 洛神颈鳍鱼
洛神連鰭唇魚，又稱紅彩虹鯛，为輻鰭魚綱鱸形目隆头鱼科的其中一種。

## 分布
本魚分布于印度西太平洋區，包括印度、中國南海、臺灣、日本、韓國、菲律賓、印尼、澳洲北部等海域。

## 深度
水深3至40公尺。

## 特徵
本魚體極側扁，體色與體型變化大。幼魚黃褐色或深棕色，背鰭第一、二棘延長，而在頭部形成一條長鞭；成魚頭部陡直略呈方形，魚體淡紅棕色，並具數道暗色寬橫帶，鱗片上具淡紫虹彩，尾鰭圓形，體長可達30公分。

## 生態
本魚棲息在礁沙混合區，幼魚模擬海藻碎屑隨水流漂動，受驚嚇時會躲入沙中，夜晚潛沙而眠，屬肉食性，以小型底棲動物為食，具性轉變。

## 經濟利用
可食用或做觀賞魚。

## 別名
洛神連鰭唇魚、扁礫仔、紅姑娘仔、紅新娘、豎停仔、胭脂冷、紅角龍、紅平倍良、紅楔鯛。